# Stanisław Mniszek
Stanisław Mniszek z Burzenina herbu Ogończyk (zm. ok. 1679) – jezuita, filozof, teolog, pedagog, misjonarz w Persji, wykładowca, wicerektor i rektor Kolegium Jezuickiego w Barze 1647-1657, pierwszy rektor Kolegium Jezuickiego w Krośnie do 1679.

## Życiorys
Przodkowie jego rodu zostali nobilitowani w Polsce w 1598, za męstwo w walcem z wrogiem, jakim wykazał się m.in. Piotr Mniszek, prawdopodobnie ojciec Stanisława Mniszka.
Stanisław Mniszek wstąpił do zakonu jezuitów i otrzymał święcenia kapłańskie. Wiele podróżował. Był misjonarzem w Persji i w Turcji.
Po powrocie do Polski, pracował w szkolnictwie jezuickim. Był wicerektorem i rektorem Kolegium Jezuickiego w Barze w latach 1647-1657. Po wybudowaniu Kolegium Jezuickiego w Krośnie w latach 1660 - 1667, został rektorem i wykładowcą. Funkcję zarządzania uczelnią z przerwami sprawował do 1679. W 1664 był też kapelanem u hetmana wielkiego koronnego Stanisława Rewery-Potockiego.